# Christoph M. Ohrt
Christoph Marius Ohrt, conosciuto anche con i nomi d'arte Christoph Ohrt oppure Christoph-Marius Ohrt (Amburgo, Germania, 30 marzo 1960), è un attore tedesco.

## Biografia
Ohrt è cresciuto ad Amburgo ed ha studiato al Gymnasium Eppendorf, un liceo, che ha lasciato pochi anni prima del suo diploma per andare a studiare in una scuola di recitazione ad Amburgo dal 1977 al 1979. Successivamente ha continuato i suoi studi di recitazione presso lo Center for the Acting Process a New York negli Stati Uniti d'America dal 1979 al 1983.
Durante il suo soggiorno a New York ha abitato a Hell's Kitchen.
Egli ha incontrato sua moglie Stevee a Sherman Oaks, un distretto di Los Angeles, ed hanno due figli, Lilly e Spencer..
Il suo cantante preferito è Marilyn Manson.

## Carriera
Il film Kassensturz del 1982 segna il suo ingresso nell'attività cinematografica in Germania. Nel 2002 interpreta uno dei suoi ruoli più conosciuti, quello di Felix Edel nella serie televisiva tedesca Edel & Starck, serie che nello stesso anno gli ha fatto ottenere il Deutscher Fernsehpreis..

## Filmografia

### Attore

#### Cortometraggio
- Familientag (1981)
- Service (1997)
- Am Ende der Nacht (2002)

#### Film
- Kassensturz (1982)
- Wohin mit Willfried (1985)
- Dann ist nichts mehr wie vorher (1987)
- Die Richterin (1990)
- Le tre prove di Fred (1995)
- Stadtgespräch (1995)
- Nur aus Liebe (1996)
- Peccato che sia maschio (1996)
- Ballermann 6 (1997)
- Schnee in der Neujahrsnacht (1999)
- Executive Protection (2001)
- Feuer, Eis & Dosenbier (2002)
- Barfuß bis zum Hals (2009)
- Die grünen Hügel von Wales (2010)
- Die Tänzerin - Lebe Deinen Traum (2011)
- Ohne Gnade (2013)
- Reach Me - La strada del successo (Reach Me), regia di John Herzfeld (2014)

#### Film TV
- Die Welt in jenem Sommer (1980)
- Dingo (1983)
- Die Stadtpiraten (come Christoph Ohrt) (1986)
- Kiss Me Deadly (1988)
- The Saint: Wrong Number (1989)
- Remember (1993)
- The Whipping Boy (1994)
- La Bibbia - Giacobbe (come Christoph Ohrt) (1994)
- Willkommen in Babylon (1995)
- Rivalen am Abgrund (1996)
- Geisterstunde - Fahrstuhl ins Jenseits (1997)
- The Lost Daughter (1997)
- Appartement für einen Selbstmörder (1997)
- Zärtliche Begierde (1999)
- Biikenbrennen - Der Fluch des Meeres (1999)
- Der Feind an meiner Seite (2000)
- Mord im Swingerclub (2000)
- Jagd auf den Plastiktüten-Mörder (2001)
- Klassentreffen - Mordfall unter Freunden (2001)
- Der Mann, den sie nicht lieben durfte (2001)
- Ein Mann für den 13ten (2004)
- Mogelpackung Mann (2004)
- Die Pirateninsel - Familie über Bord (2006)
- Innamorarsi a Verona (Wiedersehen in Verona), regia di Dirk Regel – film TV (2007)
- Ein Teufel für Familie Engel (2007)
- Freundschaften und andere Neurosen (2008)
- Zwillingsküsse schmecken besser (2008)
- Die Schnüfflerin - Peggy kann's nicht lassen (2008)
- Immer Wirbel um Marie (2008)
- Liebe im Halteverbot (2008)
- Brüderchen und Schwesterchen (2008)
- Liebe in anderen Umständen (2009)
- Die Verführung - Das fremde Mädchen (2011)
- Das Ende einer Nacht (2012)
- Insegnami a volare (Fliegen lernen), regia di Christoph Schrewe (2013)

#### Serie TV
- Der Millionen-Coup (mini serie TV) (1984)
- 45 Fieber - Die Vier aus der Zwischenzeit (episodi sconosciuti) (1984)
- Un caso per due - serie TV, 6 episodi) (1984-2009)
- Tatort - serie TV, 5 episodi (1984-2013)
- Berliner Weiße mit Schuß (1 episodio) (1986)
- Auf Achse (4 episodi) (1987-1996)
- Dortmunder Roulette (1988)
- Spielergeschichten (1988)
- Das Nest (1989)
- Kommissar Klefisch (1 episodio) (1991)
- Leo und Charlotte (1991)
- Eurocops (2 episodi) (1992)
- Haus am See (1992)
- Highlander (Highlander: The Series) – serie TV, episodio 1x10 (1992)
- Glückliche Reise (1 episodio) (1993)
- Eden (1 episodio) (1993)
- Faust (1 episodio) (1994)
- Und tschüss! (2 episodi) (1995)
- Zwei Brüder (1 episodio) (1995)
- Lady Cop (1 episodio) (1996)
- Attenti a quei tre (1 episodio) (1996)
- Doppelter Einsatz (1 episodio) (1997)
- HeliCops (2 episodi) (1998-2000)
- Im Fadenkreuz (1 episodio) (2001)
- Edel & Starck (52 episodi) (2002-2005)
- Der letzte Zeuge (1 episodio) (2006)
- Allein unter Bauern (10 episodi) (2007)
- Die Märchenstunde (1 episodio) (2007)
- Stolberg (1 episodio) (2007)
- Dell & Richthoven (4 episodi) (2008)
- Pfarrer Braun (1 episodio) (2010)
- Hamburg Distretto 21 (2 episodi) (2012-2013)